# Haroldo Lobo
Haroldo Lobo (Rio de Janeiro, 22 de julho de 1910 — Rio de Janeiro, 20 de julho de 1965) foi um compositor brasileiro.
Nasceu em uma família de músicos, pois o pai tocava flauta e violão e seu irmão era compositor e baterista. Fez seus primeiros estudos na escola da América Fabril, onde também estudou teoria e solfejo.
O primeiro trabalho como empregado aconteceu na fábrica de tecidos América Fabril e depois foi guarda da Polícia de Vigilância, onde chegou ao mais alto posto, Oficial de Vigilância. O autor de diversos sucessos carnavalescos era conhecido pelos amigos como clarineta pois cantava num tom que só a clarineta podia alcançar.
Sua primeira gravação foi com Aurora Miranda, em 1934, "Metralhadora" (parceria com Donga e Luís Meneses), música pertinente à revolução constitucionalista. Ainda em 1934, compôs o samba "De madrugada" (com Vicente Paiva), gravado também por Aurora Miranda, na Odeon. A badalada "Juro", conquistou o prêmio da prefeitura do antigo Distrito Federal, no Carnaval de 1938. Preparava suas marchinhas com um ano de antecedência, aproveitando os fatos políticos e o cotidiano do povo como inspiração.
Seu último trabalho foi "Tristeza", feito com Niltinho Tristeza e lançado em 1965 por Ari Cordovil, a qual ele não chegou a ver executada, lançada em 1965 por Jair Rodrigues e que acabou sendo executada, a partir de 1967, em todo o mundo, transformando-se em sua única música internacionalmente reconhecida.
Haroldo Lobo morreu em 20 julho de 1965, aos 54 anos. Em sua memória, uma rua no bairro Portuguesa, na Ilha do Governador, recebeu o seu nome como denominação na cidade do Rio de Janeiro.

## Composições
- "Tristeza " (com Niltinho)
- "Índio quer apito" (com Milton de Oliveira)
- "Alá-lá-ô" (com Nássara)
- "Pistoleira" (com Milton de Oliveira)
- "O passo da girafa" (com Milton de Oliveira)
- "O Sanfoneiro só tocava isso" (composição própria)
- "Pra seu governo" (com Milton de Oliveira)
- "Retrato do velho" (com Marino Pinto)
- "A história da maçã" (com Milton de Oliveira)
- "Eu quero é rosetar" (com Milton de Oliveira)
- "Odalisca" (com Geraldo Gomes)
- "O bonde do horário já passou" (com Milton de Oliveira)
- "Essa vida não é sopa" (com Wilson Batista)
- "Emília" (com Wilson Batista)
- "Retrato do Velho" (com Marino Pinto)
- "Vai acabar nosso amor" (com Milton de Oliveira)[3]